# Harpagus
Harpagus Vigors, 1824 è un genere di uccelli della famiglia degli Accipitridi.

## Tassonomia
Il genere comprende due specie:
- Harpagus bidentatus (Latham, 1790) - nibbio dentato
- Harpagus diodon (Temminck, 1823) - nibbio zamperosse